# Norwegian International 2003
Die Norwegian International 2003 im Badminton fanden vom 6. bis zum 9. November 2003 in Sandefjord statt.

## Sieger und Platzierte
| Disziplin    | Gold                     | Silber                         | Bronze                           |
| ------------ | ------------------------ | ------------------------------ | -------------------------------- |
| Herreneinzel | Per-Henrik Croona        | Kasper Ødum                    | Antti Viitikko                   |
| Herreneinzel | Per-Henrik Croona        | Kasper Ødum                    | Park Sung-hwan                   |
| Dameneinzel  | Tine Rasmussen           | Petya Nedelcheva               | Nigella Saunders                 |
| Dameneinzel  | Tine Rasmussen           | Petya Nedelcheva               | Tatiana Vattier                  |
| Herrendoppel | Lee Jae-jin Hwang Ji-man | David Lindley Kristian Roebuck | Imanuel Hirschfeld Jörgen Olsson |
| Herrendoppel | Lee Jae-jin Hwang Ji-man | David Lindley Kristian Roebuck | Joakim Andersson Johan Holm      |
| Damendoppel  | Ha Jung-eun Oh Seul-ki   | Jang Soo-young Kim Mi-young    | Nethe Bramsen Cai Jiani          |
| Damendoppel  | Ha Jung-eun Oh Seul-ki   | Jang Soo-young Kim Mi-young    | Anne Nesset Jorunn Rasmussen     |
| Mixed        | Lee Jae-jin Lee Eun-woo  | Kristian Roebuck Liza Parker   | Yoo Yeon-seong Ha Jung-eun       |
| Mixed        | Lee Jae-jin Lee Eun-woo  | Kristian Roebuck Liza Parker   | Jeon Jun-bum Kim Mi-young        |